# Villefargeau
Villefargeau är en kommun i departementet Yonne i regionen Bourgogne-Franche-Comté i norra Frankrike. Kommunen ligger i kantonen Auxerre-Sud-Ouest som tillhör arrondissementet Auxerre. År 2022 hade Villefargeau 1 101 invånare.

## Befolkningsutveckling
Antalet invånare i kommunen Villefargeau
| Referens: INSEE |